# Jesekiel Dawid Kirszenbaum
Jesekiel Dawid Kirszenbaum, także Ezechiel, Chaskiel (ur. 15 sierpnia 1900 w Staszowie, zm. 1 sierpnia 1954 w Paryżu) – polski malarz i karykaturzysta pochodzenia żydowskiego.

## Życiorys
Urodził się jako syn rabina. W roku 1920 przybył do Niemiec. Przez trzy lata pracował w kopalniach Westfalii, by zarobić na studia. 1923 rozpoczął studia w Bauhaus w Weimarze u Paula Klee, Wassilego Kandinskiego i Lyonela Feiningera.
W roku 1925 zamieszkał w Berlinie. Rysował karykatury dla berlińskiej prasy lewicowej, jak Ulk, Querschnitt, Roter Pfeffer, Magazin für alle i Die Rote Fahne. Posługiwał się pseudonimem Duwdivani wzgl. Duvdivani.
W roku 1933 wyemigrował do Paryża i przyłączył się do École de Paris. Po wybuchu II wojny światowej zamieszkał w Saint-Sauveur koło Bellac, na terenie podległym rządowi Vichy. Jego dzieła zostały uznane przez władze hitlerowskie za sztukę zdegenerowaną, a jego paryska pracownia została zdemolowana. Około 600 prac uległo zniszczeniu. Jego żona Helma została uwięziona 1944 przez Gestapo i wywieziona do obozu zagłady. 
Jesekiel Dawid Kirszenbaum przeżył wojnę i po jej zakończeniu powrócił do twórczości, w znacznej części poświęconej ekspresjonistycznemu opisowi dziejów Zagłady. Zmarł w roku 1954 na nowotwór.

## Wystawy (wybór)
- Weimar, 1923
- Berlin, 1927
- Utrecht, 1931
- Amsterdam, 1932
- Paryż, 1935
- Limoges, 1945
- Lyon, 1946, Maison de la Pensée Française
- Paryż, 1947, Galerie Quatre Chemins
- São Paulo, 1948,
- Rio den Janeiro, 1948
- Paryż, 1951, Galerie Andre Weil
- Paryż, 1953, Galerie Au Pont des Arts
- Jerozolima, 1954, Center for advanced art - Tsavta
- Paryż, 1963, Galerie Flinker

Jego nazwiskiem nazwano 31 stycznia 1997 ulicę w berlińskiej dzielnicy Altglienicke.

## Galeria

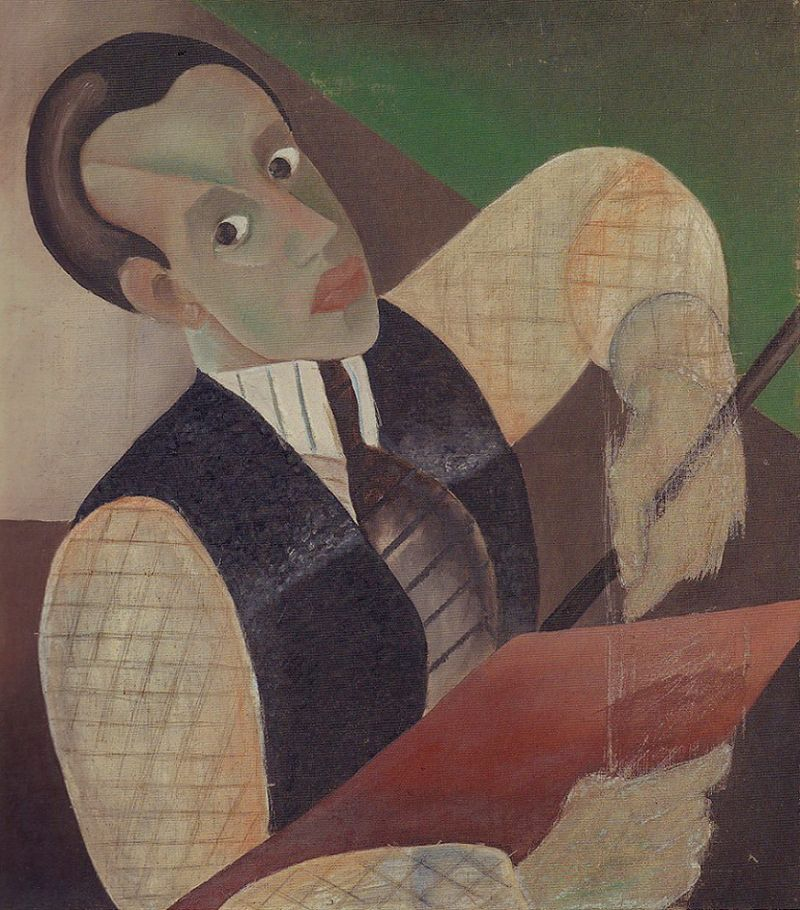
Autoportret, ok. 1925
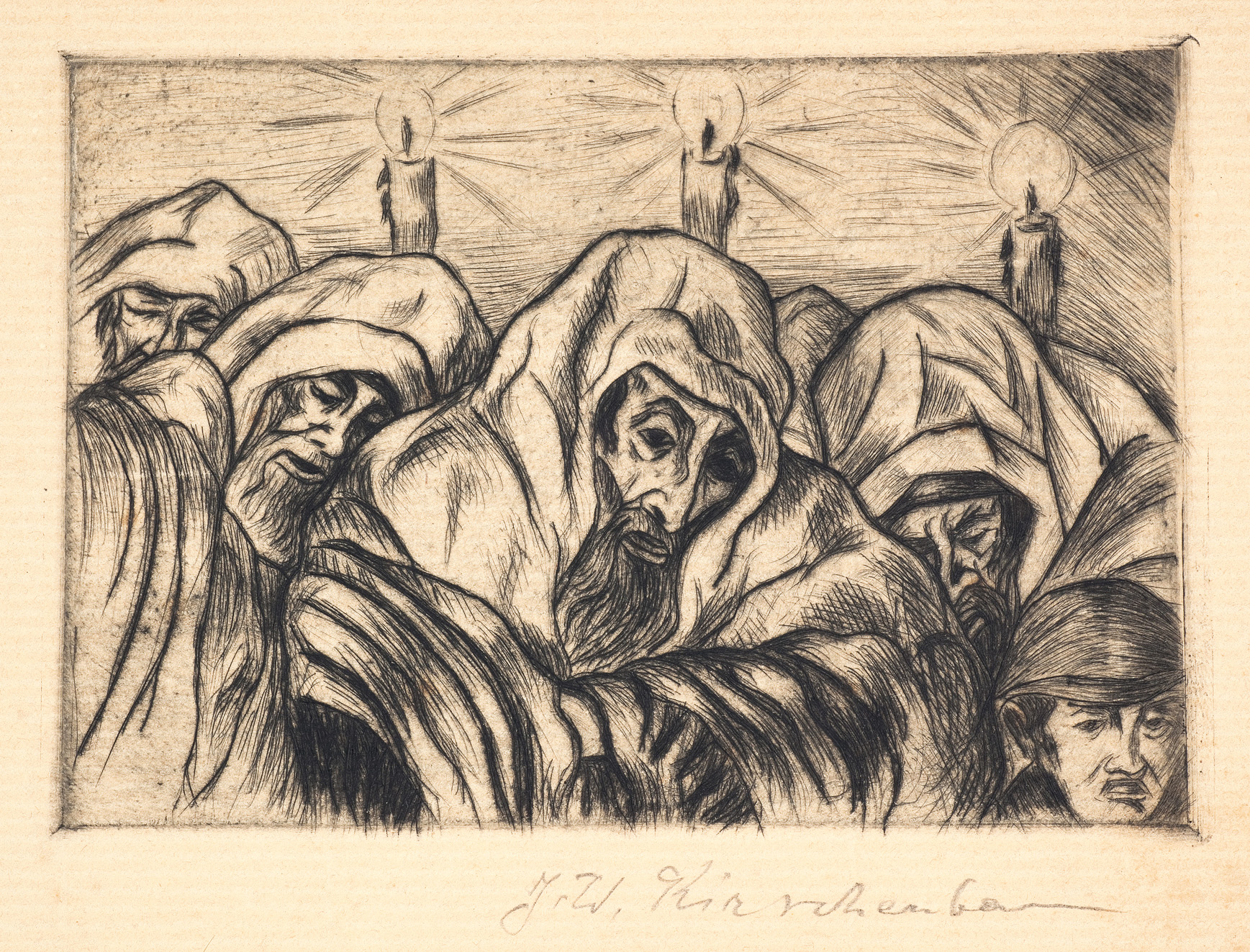
Modlitwa Jom Kipur, ok. 1925
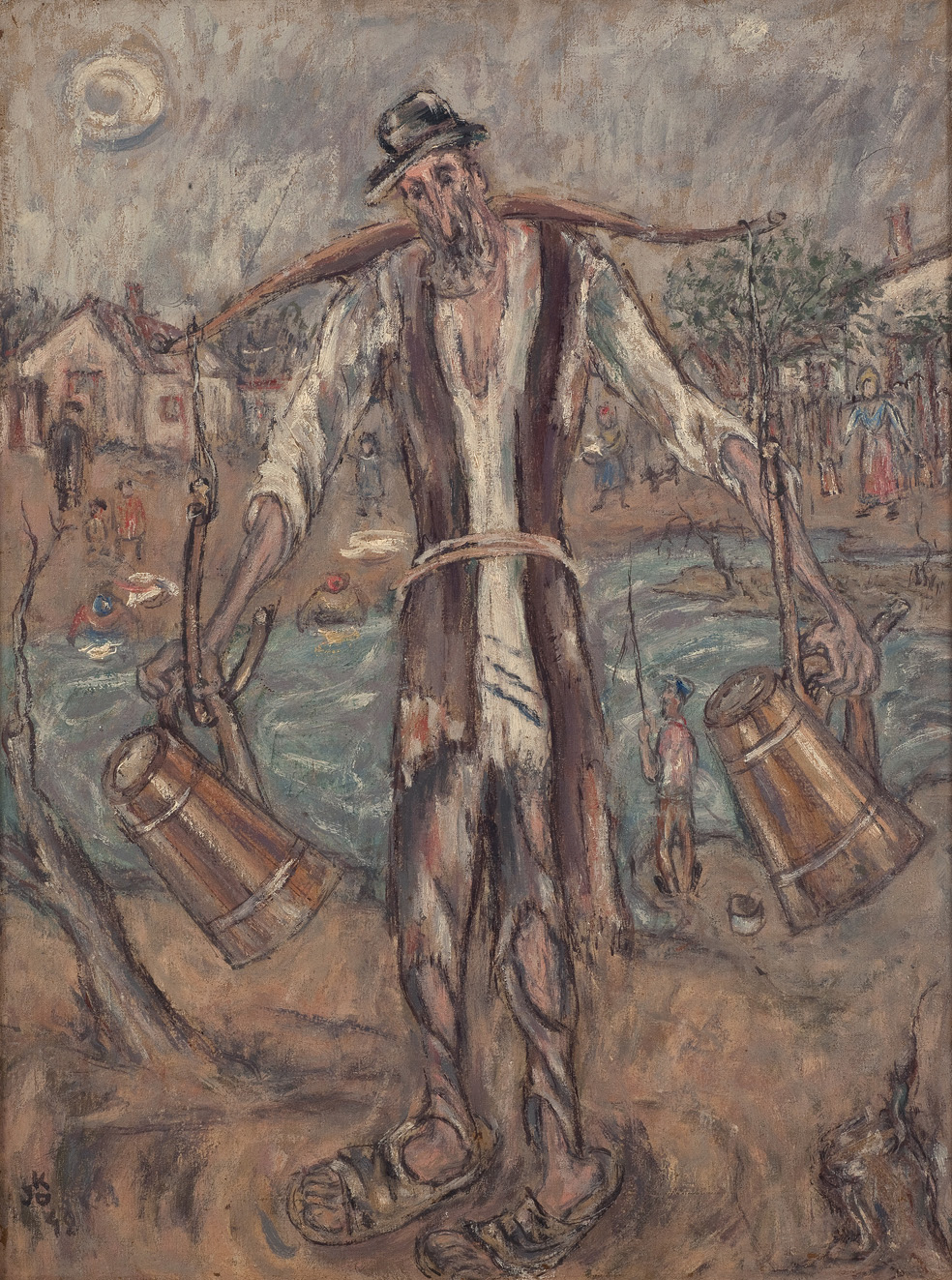
Nosiwoda ze Staszowa, 1942
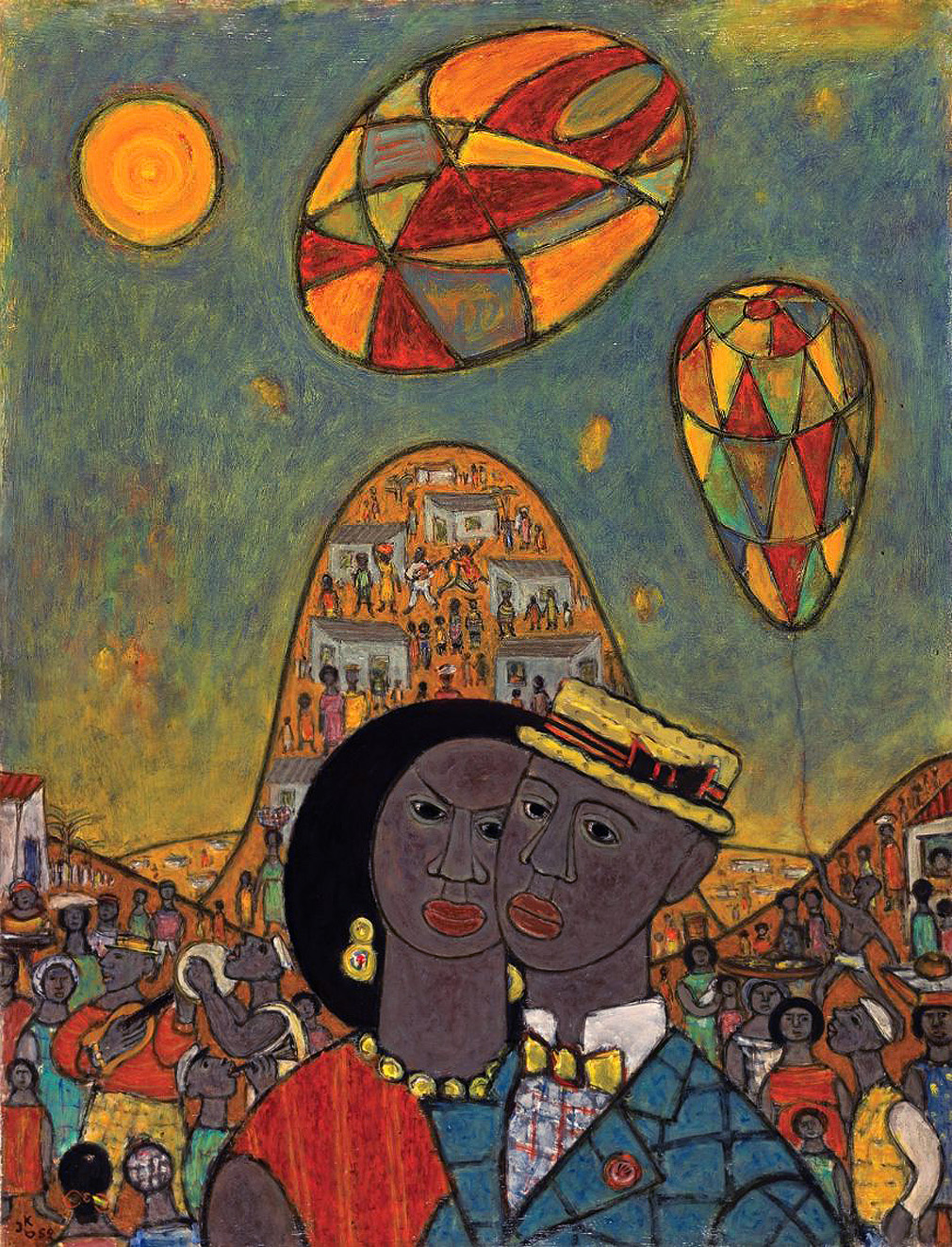
Festa de São João in São Paulo, 1952
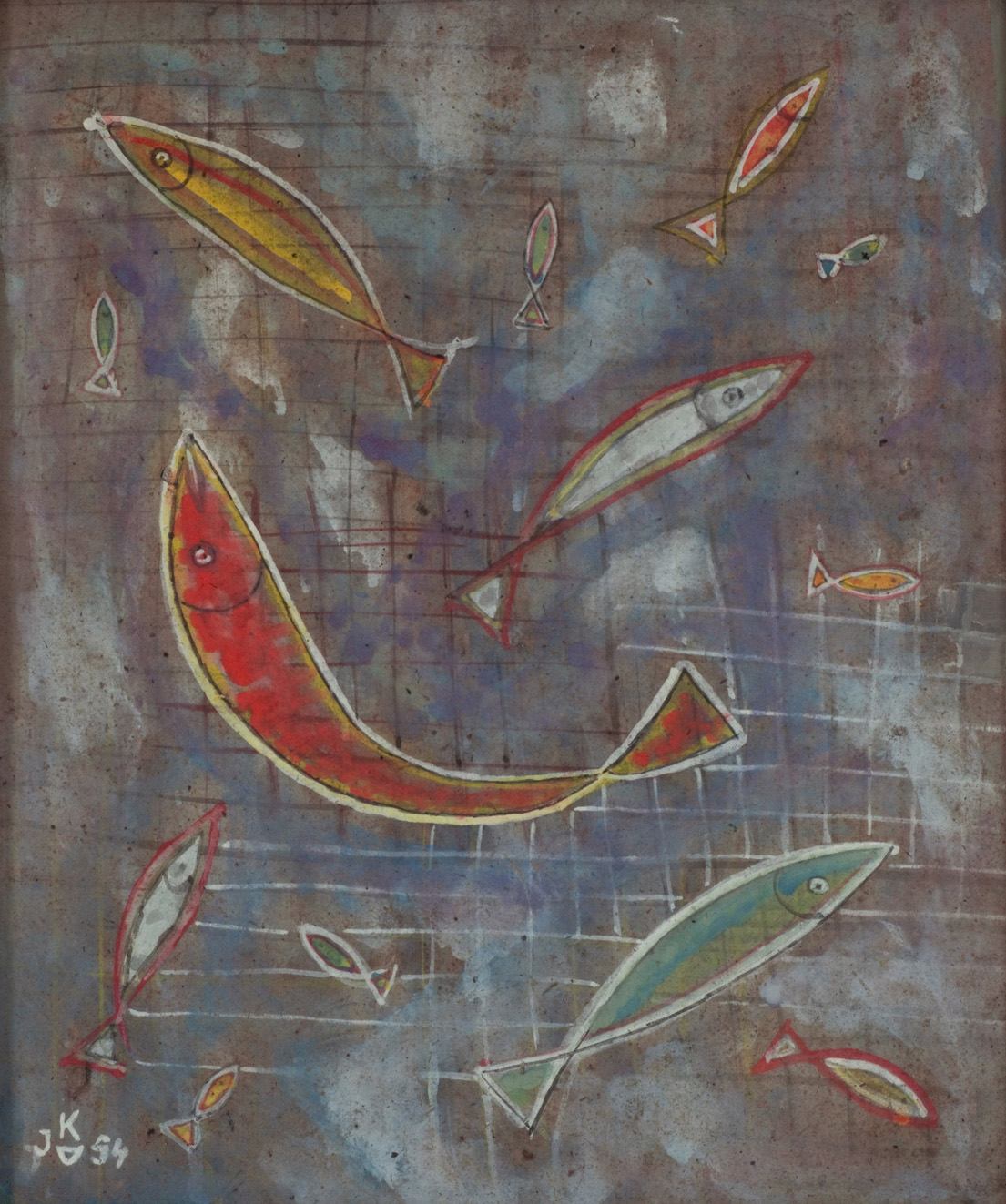
Ryby na płaskim tle, 1954